# Němčice (Domažlicei járás)
Němčice település Csehországban, a Domažlicei járásban. Němčice Mezholezy, Hradiště, Úboč, Černíkov, Zahořany, Úsilov és Kdyně településekkel határos. Lakosainak száma 138 fő (2024. január 1.).

## Népesség
A település lakosságának változását az alábbi diagram mutatja:
| Lakosok száma | 499  | 373  | 423  | 235  | 158  | 110  | 131  | 140  | 131  | 138  |
|               | 1869 | 1890 | 1921 | 1950 | 1980 | 2001 | 2017 | 2019 | 2022 | 2024 |